# ۹ دسامبر
۹ دسامبر در تقویم گرگوری، سیصد و چهل و سومین (در سال‌های کبیسه سیصد و چهل و چهارمین) روز سال است. ۲۲ روز تا پایان سال باقی است.

## رویدادها
- ۷۳۰ - اقوام خزر در حوالی اردبیل شکستی مفتضحانه به قوای بنی امیه وارد کرده فرمانده آنها جراح حکمی را به قتل رساندند.
- ۱۸۵۶ - انگلیسی‌ها بوشهر را اشغال کردند.
- ۱۹۰۵ - قانون جدایی کلیسا از حکومت در فرانسه تصویب شد.
- ۱۹۱۷ - جنگ جهانی اول: فیلد مارشال ادموند آلندبی اورشلیم را اشغال و به حکومت امپراتوری عثمانی بر این شهر پایان داد.
- ۱۹۳۷ - ارتش سلطنتی ژاپن در جریان جنگ چین و ژاپن شهر نانجینگ را تصرف و کشتار نانکینگ را آغاز کرد. نظامیان ژاپنی در ۶ هفته ۲۵۰ تا ۳۰۰ هزار نفر از اهالی شهر را کشته و ۲۰ تا ۸۰ هزار زن را مورد تجاوز جنسی قرار دادند.
- ۱۹۴۱ - جنگ جهانی دوم: اعلان جنگ چین، فیلیپین، کوبا، گواتمالا و دولت موقت جمهوری کره به آلمان و ژاپن.
- ۱۹۶۱ - هفت تپه - محمد رضا شاه پهلوی کارخانه قند خوزستان را می‌گشاید. این کارخانه در روز ۳۰۰ تن قند تولید می‌نماید.
- ۱۹۶۱ - استقلال تانگانیکا. با اتحاد تانگانیکا و زنگبار در ۱۹۶۴ نام این کشور به تانزانیا تغییر یافت.
- ۱۹۶۶ - کشور باربادوس به عضویت سازمان ملل متحد درآمد.
- ۱۹۷۱ - کشور امارات متحده عربی به عضویت سازمان ملل متحد درآمد.
- ۱۹۸۷ - آغاز انتفاضه اول در کرانه باختری و نوار غزه.
- ۱۹۹۱ - تعیین عراق بعنوان متجاوز اصلی در جنگ ایران و عراق به شورای امنیت در نامه خاویر پرز دکوئیار بر اساس بند ۶ قطعنامه ۵۹۸ شورای امنیت.

## مناسبت‌ها
- روز جهانی مبارزه با فساد[۱]

## زادروزها
- ۱۲۰۲ - ابوشامه مقدسی، قاری، فقیه، تاریخ‌نگار، نویسنده شامی.
- ۱۴۴۷ - چنگ‌هوا هشتمین امپراتور دودمان مینگ.
- ۱۵۹۴ - گوستاو آدولف دوم شاه سوئد.
- ۱۶۰۸ - جان میلتون شاعر و نویسنده انگلیسی.
- ۱۷۱۷ - یوهان یواخیم وینکلمان تاریخ‌نگار هنر و دیرینه‌شناس هلنیست برجستهٔ آلمانی.
- ۱۷۴۸ - کلود لویی برتوله شیمی‌دان فرانسوی.
- ۱۸۴۲ – پطر کروپوتکین فیلسوف آنارشیست روس.
- ۱۸۶۸ - فریتس هابر یکی از شیمیدانان آلمانی برندهٔ جایزهٔ نوبل.
- ۱۸۸۲ - خواکین تورینا آهنگساز و نوازنده پیانو اسپانیایی.
- ۱۸۸۳ - ژوزف پیلاتس مبدع و مخترع و مروّج نوعی روش آمادگی جسمانی بود، که به نام خود او، پیلاتس نامیده شد.
- ۱۸۸۹ - هانس کولهماینن ورزشکار مرد رشتهٔ دو و میدانی اهل کشور فنلاند.
- ۱۹۰۶ - گریس هاپر ریاضی‌دان اهل نیویورک که به‌عنوان نخستین بانوی نرم‌افزار و نخستین مادر و مدرس برنامه‌نویسی رایانه شناخته می‌شود.
- ۱۹۱۶ - کرک داگلاس بازیگر آمریکایی.
- ۱۹۱۷ - لئو جیمز رینواتر فیزیک‌دان آمریکایی بود که در سال ۱۹۷۵ برای پیدا کردن ارتباط میان حرکت جمعی و حرکت ذره، و ایجاد نظریه‌ای دربارهٔ ساختار هسته اتم موفق به دریافت جایزه نوبل فیزیک شد.
- ۱۹۱۹ - ویلیام لیپسکام شیمیدان آمریکایی.
- ۱۹۲۶ - هنری وی کندال فیزیک‌دان آمریکایی است که در سال ۱۹۹۰ همراه با جروم ایزاک فریدمان و ریچارد ای تیلور موفق به کسب جایزه نوبل در فیزیک شد. کسب این جایزه به علت پیشگامی در زمینه تحقیق‌هایی است که توجه عمیقی به نمودار پراکندگی ناکشسان الکترون، پروتون و نوترون دارد که به دلیل اهمیت اساسی توسعه مدل کوآرک در فیزیک ذرات بوده‌است.
- ۱۹۲۹ - جان کاساوتیس هنرپیشه، کارگردان و فیلم‌نامه‌نویس آمریکایی.
- ۱۹۳۴ - جودی دنچ بازیگر بریتانیایی تئاتر، سینما و تلویزیون.
- ۱۹۴۵ - مایکل نوری بازیگر تلویزیون و سینمای آمریکایی.
- ۱۹۴۶ - سونیا گاندی سیاست‌مدار هندی، رهبر کنگره ملی هند
- ۱۹۴۷ - تام دشل سیاست‌مدار کهنه‌کار کنگره آمریکا.
- ۱۹۵۳ - جان مالکوویچ بازیگر آمریکایی و نامزد دو جایزه اسکار.
- ۱۹۵۴ - فیل براینت فرماندار کنونی ایالت می‌سی‌سی‌پی از حزب جمهوری‌خواه ایالات متحده آمریکا.
- ۱۹۵۶ - ژان-پیر تیوله نویسنده و روزنامه‌نگار قرن بیستم میلادی اهل فرانسه.
- ۱۹۶۳ - ماساکو همسر ولیعهد کنونی کشور ژاپن و بزرگترین فرزند و پسر امپراتور، ناروهیتو.
- ۱۹۶۴ - پال لندرز نوازنده آلمانی.
- ۱۹۶۶ - کریستن جیلیبرند سناتور ایالت نیویورک در سنای ایالات متحده آمریکا.
- ۱۹۶۷ - جاشوا بل ویولونیست آمریکایی.
- ۱۹۶۸ - کرت انگل کشتی‌گیر حرفه‌ای، هنرپیشه و قهرمان المپیک ۱۹۹۶ آتلانتا اهل آمریکا.
- ۱۹۶۹ - بیسنته لیزارازو بازیکن سابق تیم ملی فوتبال فرانسه و عضو سابق باشگاه بایرن مونیخ آلمان.
- ۱۹۷۰ - کارا دیوگاردی آهنگساز، خواننده، ترانه‌سرا و مجری تلویزیون اهل نیویورک آمریکا.
- ۱۹۷۲ - ریکو آیلسورت بازیگر سینما و تلویزیون آمریکایی.
- ۱۹۷۷ - ایمجین هیپ خواننده بریتانیایی است که نامزد دریافت جایزه گرمی شد.
- ۱۹۷۹ - چن هائو هنرپیشهٔ سینما و تلویزیون، مانکن و خواننده چینی.
- ۱۹۸۰ - سایمون هلبرگ کمدین و هنرپیشه آمریکایی.
- ۱۹۸۱ - مردی فیش تنیس‌باز اهل کشور ایالات متحده آمریکا.
- ۱۹۸۳ - داریوش دوتکا بازیکن فوتبال اهل کشور لهستان.
- ۱۹۹۹ - مهدی آخوندزاده شاعر ترک زبان و شیرین عقل ملقب به (ک‌.ت.ک.آ)

## مرگ‌ها
- ۱۴۳۷ - زیگیزموند، امپراتور مقدس روم پادشاه مجارستان، کرواسی، بوهم، ایتالیا و آلمان و از ۱۴۳۳ تا سال مرگش امپراتور مقدس روم بود.
- ۱۵۶۵ - پیوس چهارم یکی از پاپ‌های کلیسای کاتولیک رم.
- ۱۶۴۱ - آنتونی فان دیک نقاش پرترهٔ بلژیکی.
- ۱۶۶۹ - کلمنت نهم یکی از پاپ‌های کلیسای کاتولیک رم.
- ۱۷۹۸ - یوهان رینهولد فورستر لوتریانیسم و پژوهشگر تاریخ طبیعی اسکاتلند اهل کشور آلمان.
- ۱۹۳۷ - گوستاف دالن کارخانه‌دار و برنده جایزه نوبل فیزیک سوئدی در سال ۱۹۱۲ به خاطر اختراع شیرهای خودکار، که در فانوس‌های دریایی و راهنماهای شناور به کار می‌رود.
- ۱۹۵۵ - هرمان ویل ریاضیدان، فیزیک‌دان نظری و فیلسوف آلمانی و از اعضای انجمن سلطنتی.
- ۱۹۶۴ - ادیت سیتول شاعر و منتقد انگلیسی.
- ۱۹۷۰ - آرتیوم میکویان از بنیانگذاران شرکت هوافضایی میگ.
- ۱۹۹۳ - دنی بلنچ‌فلوور بازیکن و مربی سابق فوتبال اهل ایرلند شمالی.
- ۱۹۹۶ - ماری لیکی باستان‌شناس و مردم‌شناس بریتانیایی.
- ۲۰۰۵ - رابرت شکلی نویسندهٔ یهودی آمریکایی سبک علمی-تخیلی.
- ۲۰۰۸ - یوری گلازکوف فضانورد اهل کشور شوروی.
- ۲۰۱۲ - پاتریک مور ستاره‌شناس آماتور انگلیسی بود که در مقام نویسنده و تهیه‌کننده برنامه‌های رادیویی و تلویزیونی در زمینه ستاره‌شناسی شهرت یافت.
- ۲۰۱۲ - نورمن وودلند مهندس مکانیک که با عنوان مخترع بارکد شناخته می‌شود.[نیازمند منبع]
- ۲۰۱۶ - علی باقرزاده، ادیب، نویسنده، شاعر، بازرگان و مقام‌دار دانشگاهی ایرانی.*
- ۲۰۲۰ - پائولو روسی بازیکن فوتبال و اسطوره فوتبال اهل ایتالیا